# Borżawa (wieś)
Borżawa (ukr. Боржава, węg. Nagyborzsova) – wieś na Ukrainie w rejonie berehowskim obwodu zakarpackiego.